# Iasny
Iasny (en russe : Ясный) est une ville de l'oblast d'Orenbourg, en Russie, et le centre administratif du raïon de Iasny. Sa population s'élevait à 15 249 habitants en 2020.

## Géographie
Iasny se trouve dans le sud de l'Oural, à 90 km à l'est d'Orsk, à 342 km à l'est-sud-est d'Orenbourg et à 1 560 km au sud-est de Moscou.

## Histoire
Iasny est créé 1961 dans le cadre de la mise en exploitation de dépôts d'amiante par l'entreprise Orenbourgasbest. Le 2 décembre 1962, la localité devient une commune urbaine du raïon de Svetly. Le 12 avril 1979, Iasny accède au statut de ville et devient le centre administratif du nouveau raïon de Iasny.

## Population
Recensements (*) ou estimations de la population
| 1970*  | 1979*  | 1989*  | 2002*  | 2010*  | 2012   | 2013   |
| ------ | ------ | ------ | ------ | ------ | ------ | ------ |
| 15 886 | 22 947 | 26 587 | 18 545 | 17 363 | 16 767 | 16 027 |

| 2014   | 2015   | 2016   | 2017   | 2018   | 2019   | 2020   |
| ------ | ------ | ------ | ------ | ------ | ------ | ------ |
| 15 598 | 15 674 | 15 743 | 15 675 | 15 573 | 15 264 | 15 249 |

## Économie
La principale entreprise de Iasni est Orenbourg Mineraly (Оренбургские минералы).
Le cosmodrome de Iasny, situé près de Iasny, est une base de lancement de fusées spatiales, notamment des fusées Dnepr dérivées du missile SS-18. Ces vols sont commercialisés par la société ISC Kosmotras.